# Ягачак-Михальская, Анна
А́нна Яга́чак-Миха́льская (пол. Anna Jagaciak-Michalska; род. 10 февраля 1990, Зелёна-Гура) — польская легкоатлетка, специалистка по прыжкам в длину и тройным прыжкам. Выступает за сборную Польши на крупных международных соревнованиях с 2010 года, обладательница бронзовой и двух серебряных медалей Универсиад, участница летних Олимпийских игр в Рио-де-Жанейро. Старшая сестра топ-модели Моники Ягачак, жена прыгуна с шестом Лукаша Михальского.

## Биография
Анна Ягачак родилась 10 февраля 1990 года в городе Зелёна-Гура Любушского воеводства. Проходила подготовку под руководством своего отца Ярослава Ягачака, который в прошлом так же выступал в прыжках в длину.
В 2007 году выступила на чемпионате мира среди юниоров в Чехии и заняла тринадцатое место в прыжках в длину. Кроме того, побывала на европейском юношеском Олимпийском фестивале в Белграде, где стала пятой в прыжках в длину, закрыла десятку сильнейших в тройном прыжке, тогда как в эстафете 4 × 400 м не финишировала.
На домашнем юниорском мировом первенстве в Быдгоще расположилась на седьмой позиции в прыжках в длину и на четырнадцатой позиции в тройном прыжке. Год спустя на чемпионате Европы среди юниоров в Сербии завоевала награду бронзового достоинства, уступив только россиянке Дарье Клишиной и сербке Иване Шпанович.
В 2010 году вошла в основной состав польской национальной сборной и отправилась на чемпионат Европы в Барселоне, где была десятой в прыжках в длину и пятнадцатой в тройном прыжке.
На молодёжном европейском первенстве 2011 года в Остраве показала четвёртый результат в прыжках в длину и взяла бронзу в тройном прыжке, пропустив вперёд Параскеви Папахристу из Греции и Кармен Тома из Румынии. На взрослом чемпионате мира в Тэгу заняла лишь 28 место. Также, будучи студенткой, представляла Польшу на летней Универсиаде в Шэньчжэне, но попасть здесь в число призёров не смогла, в прыжках в длину и в тройном прыжке показала 7 и 15 результаты соответственно.
В 2012 году на первенстве континента в Хельсинки осталась в прыжках в длину лишь 23-й.
Выиграла серебряную медаль в тройном прыжке на Универсиаде 2013 года в Казани, тогда как в прыжках в длину стала здесь только седьмой. На чемпионате мира в Москве расположилась в итоговом протоколе тройного прыжка на десятой строке.
В 2014 году вышла замуж за польского прыгуна с шестом Лукаша Михальского и с этого времени стала выступать под двойной фамилией Ягачак-Михальская. На прошедшем в Польше чемпионате мира в помещении была в тройном прыжке одиннадцатой. При этом на европейском первенстве в Цюрихе заняла в той же дисциплине 15 место.
Стартовала на Универсиаде 2015 года в Кванджу — добавила в послужной список награды серебряного и бронзового достоинства (соответственно в прыжках в длину уступила только россиянке Юлии Пидлужной, в то время как в тройном прыжке оказалась позади Екатерины Коневой из России и Дженни Эльбе из Германии.
На чемпионате Европы 2016 года в Амстердаме заняла в тройном прыжке четвёртое место и благодаря череде удачных выступлений удостоилась права защищать честь страны на летних Олимпийских играх в Рио-де-Жанейро. На Играх впоследствии закрыла десятку сильнейших.
После Олимпиады Ягачак-Михальская осталась в основном составе легкоатлетической команды Польши и продолжила принимать участие в крупнейших международных соревнованиях. Так, в 2017 году она побывала на чемпионате Европы в помещении в Белграде, где стала в тройном прыжке четвёртой, и на чемпионате мира в Лондоне, где показала в той же дисциплине шестой результат.
Её младшая сестра Моника Ягачак является международно признанной топ-моделью.